# مسرشمیت پی.۱۰۹۵
مسرشمیت پی. ۱۰۹۵ (به انگلیسی: Messerschmitt P.1095) یک هواگرد ساختِ کارخانهٔ مسرشمیت در کشور آلمان است.